# Michael Zallet
Michael Zallet (* 23. Dezember 1961 in Essen) ist ein deutscher Generalarzt und seit April 2025 Kommandeur Klinische Gesundheitsversorgung im Kommando Gesundheitsversorgung der Bundeswehr in Koblenz.

## Leben
Beförderungen
- 1987 Stabsarzt
- 1992 Oberstabsarzt
- 1995 Oberfeldarzt
- 2001 Oberstarzt
- 2012 Generalarzt
- 2025 Generalstabsarzt

Michael Zallet absolvierte 1980 das Abitur und begann ein Studium der Humanmedizin an der Freien Universität Berlin. 1981 trat er als Sanitätsoffizier-Anwärter an der Sanitätsakademie der Bundeswehr in München in die Bundeswehr ein und setzte sein Studium an der Rheinischen Friedrich-Wilhelms-Universität Bonn fort. 1987 erfolgte seine Approbation, Promotion und Klinische Einweisung im Bundeswehrkrankenhaus Detmold. Von 1988 bis 1990 war er Truppenarzt des Panzeraufklärungsbataillons 7 in Augustdorf, anschließend von 1990 bis 1991 Truppenarzt und Lehrsanitätsstabsoffizier an der Heeresunteroffizierschule III in Lahnstein. Danach war er von 1991 bis 1993 Korpsarzt beim III. Korps in Koblenz.
Von 1993 bis 1995 war Zallet Referent im Bundesministerium der Verteidigung beim Inspekteur des Sanitätsdienstes (InSan) II 2 (Presse/Öffentlichkeitsarbeit, Innere Führung, Besoldung) und von 1995 bis 1999 bei InSan II 3 (Personalgrundsatz). Währenddessen nahm er am Defense Ressources Management Course an der Naval Postgraduate School in Monterey, Kalifornien, teil. Von 1999 bis 2000 war er Referent in der Kommission für Gemeinsame Sicherheit und Zukunft der Bundeswehr in Bonn, von 2000 bis 2001 Dezernatsleiter des Führungsgrundgebietes 1 im Aufstellungsstab Zentraler Sanitätsdienst der Bundeswehr in Bonn, 2001 bis 2002 Kommandeur des KRK-Lazarett und währenddessen für vier Monate im SFOR-Einsatz als Kommandeur Sanitätsverband. Von 2002 bis 2003 war Zallet Abteilungsleiter III (Sanitätsdienst) in der Stammdienststelle des Heeres in Köln, von 2003 bis 2006 Referatsleiter FüSAn II 6 (Haushalt, Bundesrechnungshof-Angelegenheiten) im Bundesministerium der Verteidigung, von 2006 bis 2008 Chefarzt des Bundeswehrkrankenhauses Hamburg, von 2008 bis 2012 Abteilungsleiter IV (Sanität und Militärmusik) im Personalamt der Bundeswehr in Köln, von 2012 bis 2015 Chefarzt des Bundeswehrzentralkrankenhauses Koblenz und ab Juli 2015 Abteilungsleiter B im Kommando Sanitätsdienst der Bundeswehr in Koblenz. Seit April 2025 ist er Kommandeur Klinische Gesundheitsversorgung im Kommando Gesundheitsversorgung der Bundeswehr in Koblenz.

## Mitgliedschaften
Zallet ist Mitglied im Präsidium der Deutschen Gesellschaft für Wehrtechnik.

## Privates
Zallet ist verheiratet und hat drei Kinder.